# Paul Nagler
Paul Anton Nagler (* 14. Oktober 1925 in Unterschneidheim; † 19. Mai 2018 in Sindelfingen) war ein deutscher Architekt. Bekannt wurde er hauptsächlich durch seine rund 40 Kirchenbauten in der Diözese Rottenburg-Stuttgart und darüber hinaus.

## Leben
Nagler stammt ursprünglich aus Unterschneidheim im Ostalbkreis (am Rand des Nördlinger Rieses). Später wurde er als freischaffender Architekt in Sindelfingen ansässig. Er war Mitglied im Kunstverein der Diözese Rottenburg-Stuttgart. Drei seiner vier Kinder sind ebenfalls Architekten.

## Werk (Auswahl)

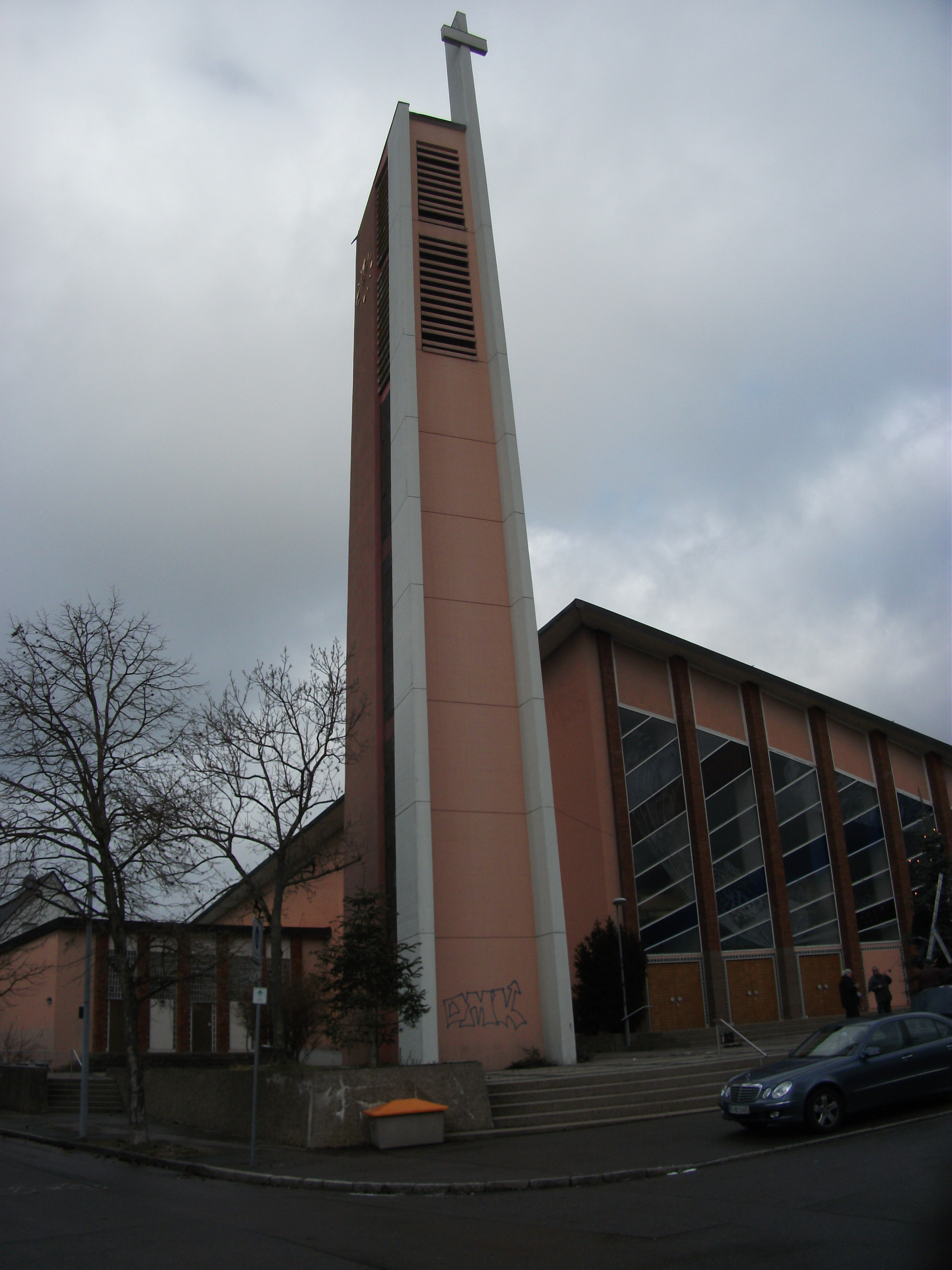
St. Joseph, Sindelfingen

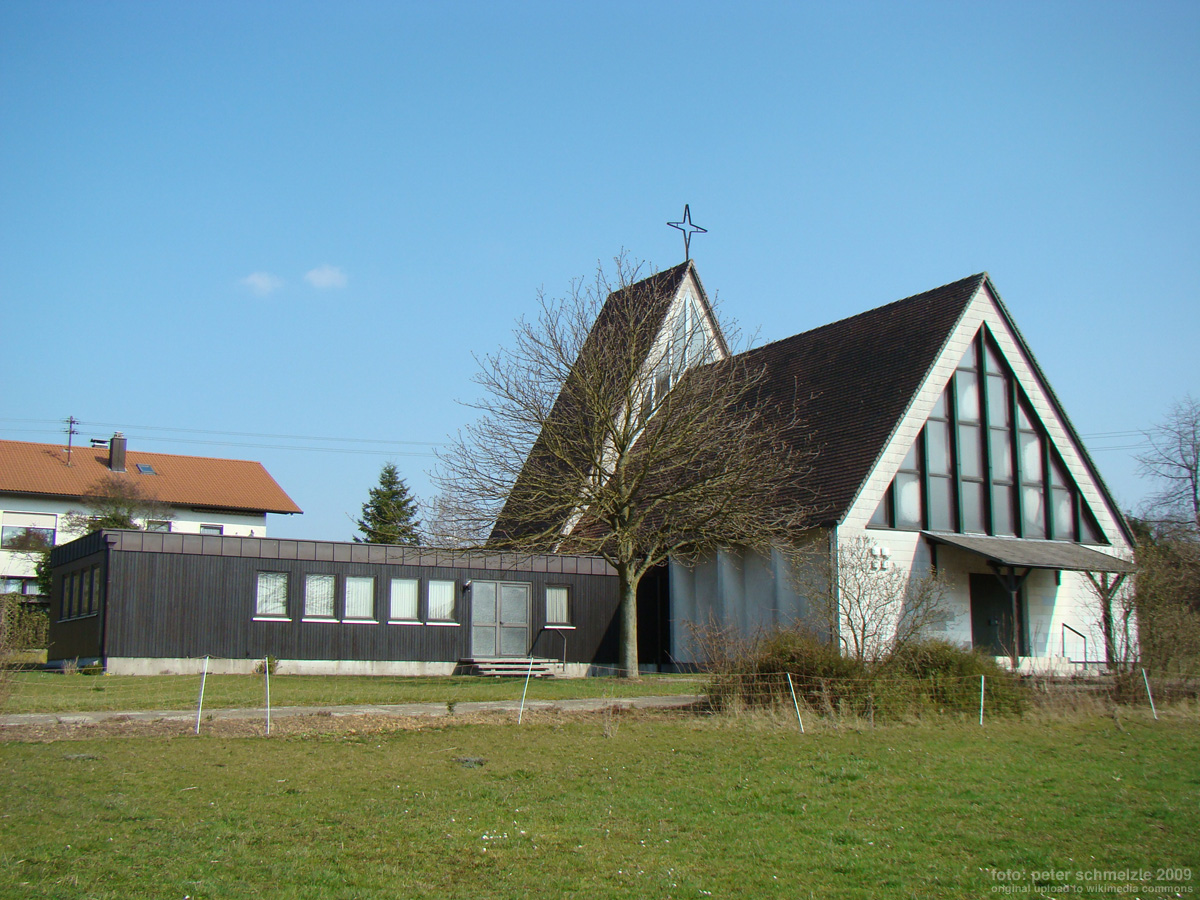
St. Bonifatius, Eppingen-Adelshofen

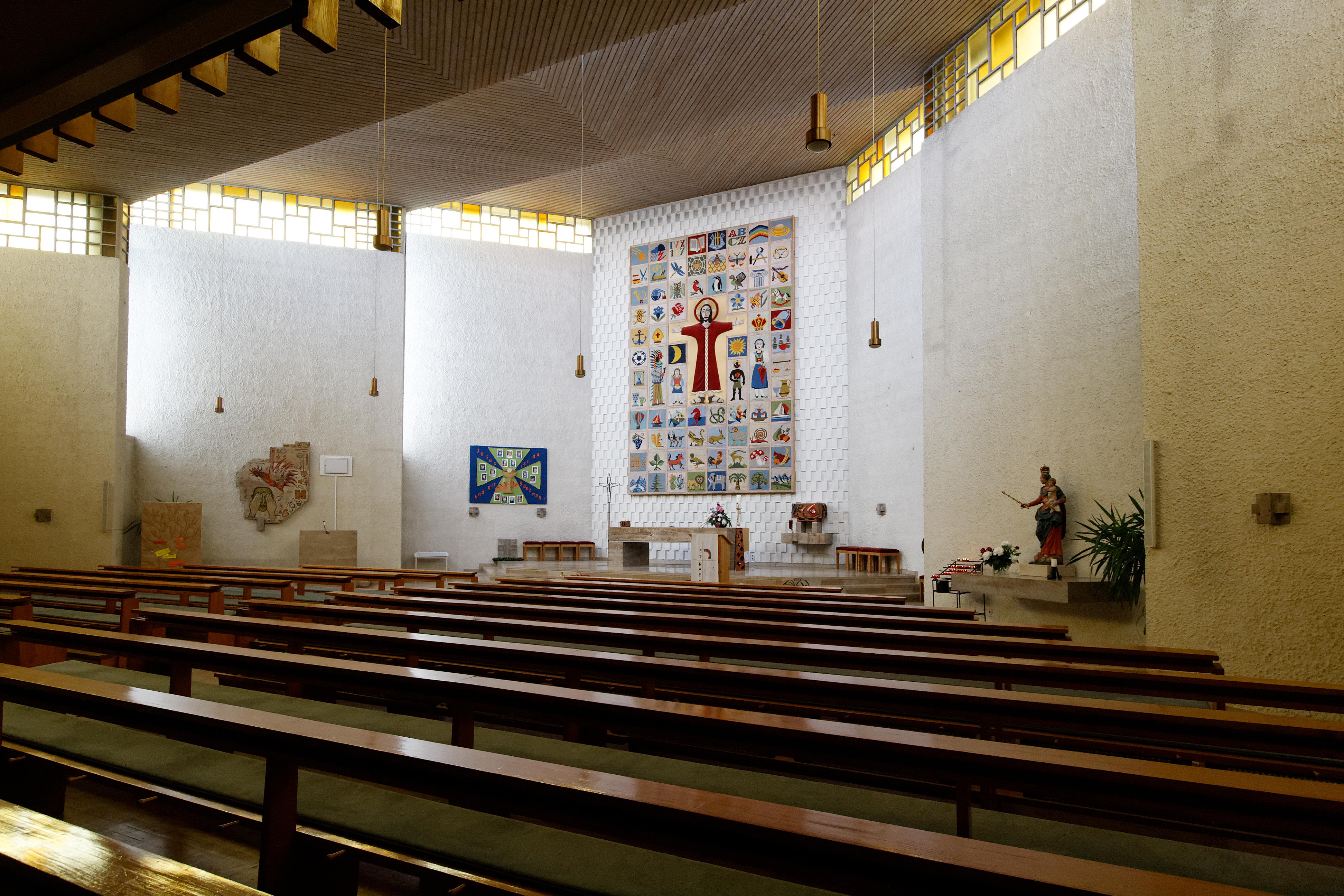
Innenraum von St. Raphael, Rutesheim (2011)

- 1958–1960: Kirche St. Joseph der Arbeiter in Sindelfingen (erster Spatenstich am 25. September 1958, Grundsteinlegung am 30. November 1958, Einweihung am 1. Mai 1960)[4][5][6]
- 1961–1962: Kirche St. Raphael in Rutesheim (Grundsteinlegung am 19. Februar 1961, Richtfest am 23. September 1961, Einweihung am 29. September 1962)[7][8]
- 1961–1964: Kirche St. Maria Königin des Friedens in Schwäbisch Hall-Hessental (2004–2006 Neugestaltung durch Werner Schuch, Schwäbisch Hall)[9]
- 1960er Jahre: Kirche St. Bonifatius in Eppingen-Adelshofen, Erzdiözese Freiburg (erster Kirchenbau in Fertigteil-Bauweise aus Holz, Vorbild für weitere derartige Kirchen in der Erzdiözese Freiburg, zum Beispiel die 1964–1966 errichtete Peter-Julian-Eymard-Kirche in Haiterbach, die 1964 entstandene Kirche St. Maria Königin in Ensingen, die 1965 fertiggestellte Kirche St. Michael in Wurmberg und die 1967 eingeweihte Gut-Hirten-Kirche in Freudental)[10]
- 1970–1972: Kirche St. Maria auf dem Goldberg in Sindelfingen (Einweihung am 17. September 1972)[11]
- 1973–1974: Kirche St. Johannes der Täufer in Grafenau-Döffingen (Einweihung am 15. September 1974)[12][13]
- 1974: Umbau des Altarraums der 1954 erbauten Kirche St. Anna in Sindelfingen-Maichingen[14]